# Fitnete Rexha
Fitnete Rexha (Aussprache [fitnɛtɛ ɾɛʤa]; geboren am 3. März 1936 in Tirana; gestorben am 14. August 2003 ebenda) war eine albanische Volksmusikerin. Ihre zeitlebens etwa 200 komponierten Lieder gehören zum klassischen Repertoire der mittelalbanischen Volksmusik und inspirierten zeitgenössische und spätere Musikkünstlerinnen wie Hafsa Zyberi, Merita Halili, Artiola Toska oder Valbona Mema.

## Leben
Fitnete Rexha wurde als drittes Kind des politisch-kulturellen Aktivisten und kommunistischen Partisanen Rexha Deliu und der Bihana, geborene Hima, in eine Tiranaer Familie geboren. Ihr Vater fiel 1946 einem Mordanschlag zum Opfer.
Ihr musikalisches Talent wurde früh gefördert. Als erstes Vorbild diente ihre Mutter. Später fungierten insbesondere Ramadan Sokoli und Muharrem Gurra als Förderer von Fitnete Rexha.
1951 nahm Rexha am Festivali i Këngës dhe Valleve Popullore teil, einer Vorgängerveranstaltung des Festivali i Këngës, wo sie den ersten Preis erhielt. Radio Tirana nahm ihre Lieder auf und verbreitete sie im Radiofunk. Die nächsten Jahre waren von vielen Konzerten und Auftritten geprägt.
Ab 1953 wirkte sie in der Estrada e Tiranës mit, einer Estrada-Gruppe am Nationaltheater in ihrer Geburtsstadt, wo sie zu den herausragendsten und beliebtesten Protagonist(inn)en gehörte. Immer mehr verband man die mittelalbanische Volksmusik mit Fitnete Rexha.
1954 heiratete sie den Musiker Ismail Reka. Ihre zwei gemeinsamen Söhne Arben und Shpëtim wuchsen mit der Mutter auf.
1957 nahm sie an den VI. Weltfestspielen der Jugend und Studenten in Moskau teil und erhielt den dritten Preis. 1959 und 1962 folgten Auftritte an den Weltfestspielen der Jugend und Studenten in Wien respektive Helsinki. Ihre Besuche im Kosovo in den Jahren 1970 und 1971 wurden von euphorischen Massen begleitet und fanden Eingang in das kollektive Gedächtnis der Kosovo-Albaner(innen).
1981 ging sie in Rente, doch war sie auch weiterhin musikalisch tätig.
Der albanische Komponist und Musikwissenschaftler Çesk Zadeja meinte einst zu Fitnete Rexha:

“Sa herë të dëgjohet kënga popullore e Shqipërisë së Mesme, gjithmonë do të kujtohet këngëtarja Fitnete Rexha.”

„Jedes Mal, wenn das Volkslied Zentralalbaniens erklingt, wird man sich an die Sängerin Fitnete Rexha erinnern.“

## Diskographie (Auswahl)
- Te selvitë e Namazgjasë
- Qënke veshur me të bardha
- Mu aty tek shtatë zymbylat
- Dy të bukurat në nji derë

## Auszeichnungen
- Artiste e Merituar